# Porroglossum hirtzii
Porroglossum hirtzii är en orkidéart som beskrevs av Carlyle August Luer. Porroglossum hirtzii ingår i släktet Porroglossum och familjen orkidéer. Inga underarter finns listade i Catalogue of Life.